# Dixella argentina
Dixella argentina är en tvåvingeart som först beskrevs av Alexander 1920.  Dixella argentina ingår i släktet Dixella och familjen u-myggor. Inga underarter finns listade i Catalogue of Life.